# Finansiering
 "Finans" omdirigeres hertil. For andre betydninger af Finans, se Finans (flertydig).
Finansiering er tilvejebringelse af kapital til at dække udgifterne til en aktivitet, en anskaffelse eller lignende. Ofte opdeles finansiering i tre brede kategorier: Virksomhedsfinansiering (engelsk: corporate finance), offentlig finansiering (engelsk: public finance) og personlig finansiering (engelsk: personal finance).
Ordet bruges også i bredere betydning som den gren indenfor økonomisk forskning og anvendelse, der omhandler virksomheders, privatpersoners og den offentlige sektors anskaffelse, allokering og forvaltning af kapital og dermed deres dispositioner på de finansielle markeder. Baggrunden for dispositionerne er enten et behov for at flytte forbrugsmuligheder over tid (låntagning/opsparing) eller et ønske om at fordele risiko på en anden måde blandt samfundets borgere (f.eks. forsikringsvirksomhed). Et væsentligt element indenfor området er derfor også de risici, som handlingerne medfører.

## Finansiering og finansiel økonomi
Anvendt i den bredere betydning af ordet som den forskningsgren, der studerer finansieringsbeslutninger, ligger indholdet meget tæt op ad indholdet i begrebet finansiel økonomi, sådan at de to begreber er tæt på at være synonyme, og det kan være vanskeligt at forklare forskellen. Én udlægning af forskellene er, at emneområdet typisk  kaldes finansiel økonomi, når det udbydes på universiteternes økonomiske institutter, men finansiering, når det udbydes på handelshøjskoler.

## Virksomhedsfinansiering
En virksomheds finansiering består i at skaffe kapital til virksomhedens anlæg og drift. Finansieringen kan tilvejebringes via selvfinansiering, bestående af den oprindelige indskudskapital og senere indtjente midler i form af opsparet overskud, og fremmedfinansiering i form af langfristede og kortfristede lån. Den måde, virksomheden vælger at foretage sin finansiering, bestemmer dens finansierings- eller kapitalstruktur.

## Offentlig finansiering
Offentlig finansiering (også i Danmark ofte benævnt ved det engelske navn public finance) omhandler finansieringsbeslutninger i den offentlige sektor fra staten over lokale administrative organer som kommuner og regioner til beskedne offentlige enkelt-institutioner som individuelle skoler o.l. Området beskæftiger sig dermed også med den optimale allokering af offentlige (skatte-)indtægter og udgifter over tid og dermed med udviklingen i den offentlige saldo og den offentlige gæld. En klassisk problemstilling indenfor offentlig finansiering omhandler, hvorvidt man bør stræbe efter et balanceret budget hvert år, dvs. hvor indtægter og udgifter altid er præcis lige store, eller man bør føre en såkaldt optimal finanspolitik, hvor de finansielle markeder udnyttes i form af gældsætning og opsparing, så offentlige indtægter og udgifter følger hver deres profil, samtidig med at finanspolitikken er holdbar i det lange løb.

## Privat finansiering
Privat finansiering omfatter alle finansielle beslutninger og handlinger, som en privatperson eller en husholdning foretager, inklusive økonomisk planlægning og budgettering, tegning af forsikringer, finansiering af boligkøb via eksempelvis bank- eller realkreditlån samt pensionsopsparing.